# Raciąż (gmina)
Pour les articles homonymes, voir Raciąż (homonymie).
Raciąż est une gmina rurale (gmina wiejska) de la powiat de Płońsk, dans la Voïvodie de Mazovie, dans le centre-est de la Pologne.
Son siège administratif (chef-lieu) est la ville de Raciąż, bien qu'elle ne fasse pas partie du territoire de la gmina.
La gmina couvre une superficie de 248,79 km2 pour une population de 8 534 habitants en 2006.

## Histoire
De 1975 à 1998, la gmina est attachée administrativement à la voïvodie de Ciechanów.

Depuis 1999, elle fait partie de la voïvodie de Mazovie.

## Géographie
La gmina inclut les villages et localités de:

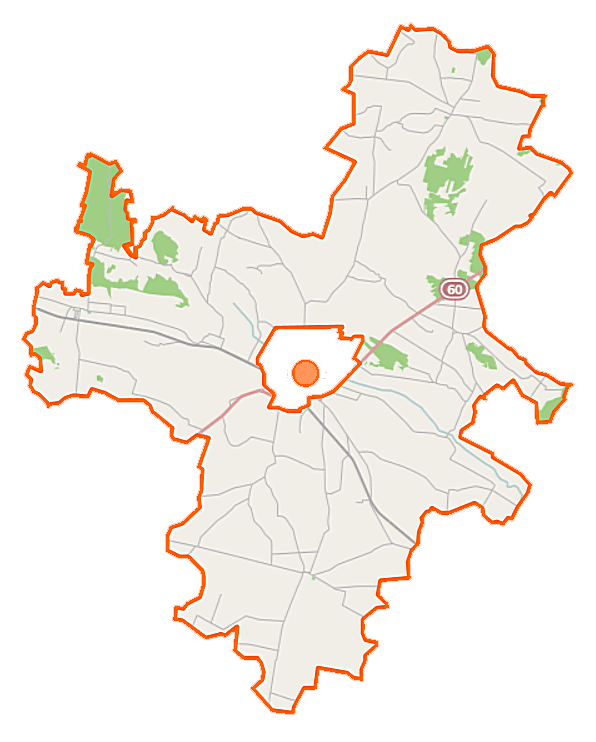
Plan de la gmina

- Bielany
- Bogucin
- Budy Kraszewskie
- Charzyny
- Chyczewo
- Cieciersk
- Ćwiersk
- Dobrska-Kolonia
- Dobrska-Włościany
- Draminek
- Drozdowo
- Druchowo
- Folwark-Raciąż
- Grzybowo
- Jeżewo-Wesel
- Kaczorowy
- Kiełbowo
- Kiniki
- Kocięcin-Brodowy
- Kocięcin-Tworki
- Kodłutowo
- Kossobudy
- Koziebrody
- Kozolin
- Krajkowo
- Krajkowo-Budki
- Kraśniewo
- Kraszewo-Czubaki
- Kraszewo-Falki
- Kraszewo-Gaczułty
- Kraszewo-Podborne
- Kraszewo-Rory
- Kraszewo-Sławęcin
- Kruszenica
- Łempinek
- Łempino
- Lipa
- Mała Wieś
- Malewo
- Młody Niedróż
- Nowe Gralewo
- Nowe Młodochowo
- Nowy Komunin
- Pęsy
- Pólka-Raciąż
- Sierakowo
- Sikory
- Stare Gralewo
- Stare Młodochowo
- Stary Komunin
- Stary Niedróż
- Strożęcin
- Szapsk
- Szczepkowo
- Unieck
- Wępiły
- Witkowo
- Zdunówek
- Złotopole
- Żukowo-Strusie
- Żukowo-Wawrzonki
- Żychowo

### Gminy voisines
La gmina de Raciąż est voisine :
- de la ville de :
  - Raciąż
- et des gminy suivantes :
  - Baboszewo
  - Drobin
  - Glinojeck
  - Radzanów
  - Siemiątkowo
  - Staroźreby
  - Strzegowo
  - Zawidz

## Structure du terrain
D'après les données de 2002, la superficie de la commune de Raciąż est de 248,79 km2, répartis comme tel :
- terres agricoles : 77 %
- forêts : 15 %

La commune représente 17,98 % de la superficie du powiat.

## Démographie
Données du 30 juin 2004 :
| Description        | Total  | Total | Femmes | Femmes | Hommes | Hommes |
| ------------------ | ------ | ----- | ------ | ------ | ------ | ------ |
| Unité              | Nombre | %     | Nombre | %      | Nombre | %      |
| Population         | 8 813  | 100   | 4 320  | 49     | 4 493  | 51     |
| Densité (hab./km²) | 35,4   | 35,4  | 17,4   | 17,4   | 18,1   | 18,1   |